# David Perdue
David Alfred Perdue (* 10. prosince 1949 Macon) je americký obchodník a politik za Republikánskou stranu. V letech 2015–2021 byl senátorem Senátu Spojených států amerických za Georgii.

## Politická kariéra
Senátorem se stal, když ve volbách v roce 2014 porazil kandidátku Demokratické strany Michelle Nunnovou se ziskem 52,9 %, a ve funkci nahradil stranického kolegu Saxbyho Chamblisse, který již nekandidoval.
Ve volbách v roce 2021 byl poražen demokratickým kandidátem Jonem Ossoffem.

### Guvernérská kandidatura 2022
V roce 2022 se ucházel o republikánskou nominaci v pozici guvernéra, když se ve stranických primárkách postavil stávajícímu republikánskému guvernérovi Brianu Kempovi. Jeho kandidaturu podporoval bývalý prezident Donald Trump, což bylo vnímáno jako pomsta za to, že když v Georgii v roce 2020 těsně prohrál volby s Joem Bidenem, zdejší republikáni v čele Kampem odmítli Trumpova nepodložená tvrzení o podvodech při hlasování. V primárních volbách ovšem neuspěl, když získal jen necelých 22 % hlasů, zatímco jeho konkurent Kemp zvítězil s podporou téměř 74 % hlasů.

## Obchodní kariéra a osobní život
Mimo politiku dosáhl nejvyšších postů jako výkonný ředitel Reeboku, do kterého nastoupil v roce 1998 jako místopředseda představenstva a který opustil v roce 2002. Následně byl rok výkonným ředitelem společnosti PillowTex, do které vstoupil v její těžké situaci a kterou se mu nepodařilo zachránit, takže krátce po jeho odchodu zkrachovala. Pak byl do roku 2007 výkonným ředitelem společnosti Dollar General. V roce 2011 rozjel vlastní podnikání, když založil spolu se svým bratrancem Sonnym Perduem, bývalým guvernérem Georgie a ministrem zemědělství v Trumpově administrativě, společnost Perdue Partners.
Vyznáním je metodistou. Se svou ženou Bonnie má dva syny a žije v Georgii v Glynn County.